# 紅寺堡区
紅寺堡区（こうじほ-く）は中華人民共和国寧夏回族自治区呉忠市に位置する市轄区。

## 歴史
1999年1月、同心・海原・原州・彭陽・西吉・隆徳・涇源各県の貧困家庭の移住とその生活改善を目指し建設された紅寺堡開発区を前身とする。2009年10月28日に市轄区に昇格した。

## 行政区画
- 街道:新民街道
- 鎮:紅寺堡鎮、太陽山鎮
- 郷:大河郷、新荘集郷、柳泉郷